# فاسيلي بارانوف
فاسيلي بارانوف (بالروسية: Баранов, Василий Васильевич)‏ هو لاعب كرة قدم بيلاروسي في مركز الوسط، ولد في 5 أكتوبر 1972 في غوميل في بيلاروس. شارك مع منتخب بيلاروس لكرة القدم. أما مع النوادي، فقد لعب مع بالتيكا كالينينغراد وسبارتاك فلاديقوقاز وسبارتاك موسكو.

## وصلات خارجية
- فاسيلي بارانوف على موقع الاتحاد الدولي (مؤرشف)  (الإنجليزية)
- فاسيلي بارانوف على موقع الاتحاد الأوربي (الإنجليزية)
- فاسيلي بارانوف على موقع قاعدة بيانات كرة القدم.إي يو (الإنجليزية)
- فاسيلي بارانوف على موقع ناشيونال فوتبول تيمز (الإنجليزية)
- فاسيلي بارانوف على موقع عالم كرة القدم.نت (الإنجليزية)